# Roemeens rugbyteam (mannen)

Roemenië op Lansdowne Road tegen Ierland.

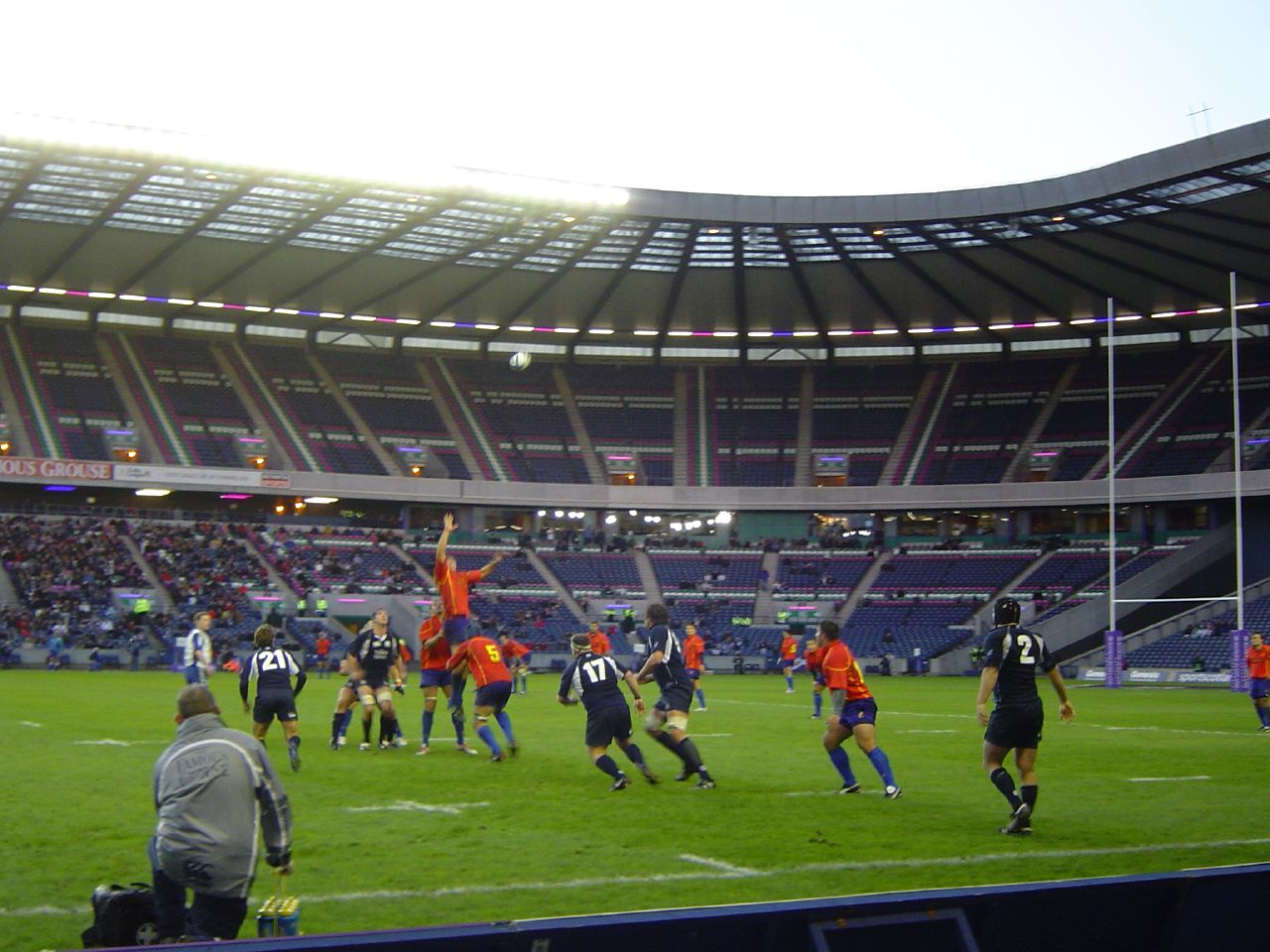
Roemenië verliest van Schotland in Murrayfield.

Het Roemeens rugbyteam is een team van rugbyers dat Roemenië vertegenwoordigt in internationale wedstrijden.
Rugby is een redelijk populaire sport in Roemenië en het nationale team behoort tot de betere teams in Europa. In de jaren 80 beleefde het Roemeense rugby zijn hoogtijdagen met winstpartijen op traditionele toplanden.

## Geschiedenis
Doordat studenten die in Parijs studeerden rugbyballen mee naar huis namen, werd de rugbysport geïntroduceerd in Roemenië. In 1914 organiseerden de net opgerichte rugbyclubs voor het eerst een Roemeense rugbycompetitie. De eerste interland werd gespeeld tegen de Verenigde Staten. Thuis werd met 21-0 verloren.
In 1924 werd Roemenië uitgenodigd om aan de Olympische Zomerspelen in Parijs mee te doen. De enige twee tegenstanders waren gastland Frankrijk en titelverdediger Verenigde Staten. De eerste wedstrijd, tegen Frankrijk, werd met 59-3 verloren. Ook de wedstrijd tegen de Verenigde Staten werd dik verloren. Ondanks deze twee verliespartijen ontvingen ze toch de bronzen medaille.
In de jaren 30 werd er vaker een interland gespeeld. Zo speelde Roemenië op 10 oktober 1937 een wedstrijd tegen Nederland. De wedstrijd eindigde in een 42-5-overwinning van Roemenië.
Na de Tweede Wereldoorlog kwam het communisme aan de macht. De politieke leiders gebruikten sport als propaganda naar de westerse wereld toe. Alle successen op sportgebied werden gezien als een succes van het communisme. Doordat de sport zo'n belangrijke rol in nam, werd er ook veel geld aan uitgegeven. De beste rugbyspelers kwamen in rugbyteams van de politie en het leger en genoten hier van de vrijheid om veel te trainen. Ook werden er zeer goede trainingsfaciliteiten ter beschikking gesteld. Door deze politieke ondersteuning groeide het Roemeense rugby tot wereldniveau.
Het Roemeense team wist in de jaren 60 drie keer van Frankrijk te winnen. De echte internationale doorbrak kwam toen Roemenië in 1979 op bezoek ging in Wales. Tijdens een inofficiële interland won Wales ternauwernood met 13-12 door een drop-goal in de laatste minuut.
De grootste successen behaalde Roemenië in de jaren 80. Na een 15-0-overwinning op Frankrijk wisten ze ook van Schotland en Wales te winnen. Door twee afgekeurde try's verloor Roemenië in 1981 nipt met 14-6 van Nieuw-Zeeland.
Door de val van het communisme ging het Roemeense rugby hard achteruit. De grote financiële steun van de regering verviel en door de economische achteruitgang stopten veel Roemenen met het spelen van rugby. De professionalisering van het rugby vergrootte het gat tussen Roemenië en de wereldtop nog meer. In de jaren 90 presteerde het nationale team dan ook slecht in de interlands.
Roemenië nam tot op heden acht keer deel aan het wereldkampioenschap rugby. Enkel in 2019 was het land niet van de partij. Het is de Roemenen niet gelukt om door de groepsfase te komen.
In 2000 werd de European Nations Cup opgericht. Hieraan doen de beste Europese rugbylanden aan mee, behalve de landen uit het Zeslandentoernooi. Roemenië wist het eerste toernooi te winnen. Dit zorgde voor een ommekeer in de negatieve trend van de jaren 90. Het rugby won weer aan populariteit en ook in 2002 en 2006 werd het Europese kampioenschap gewonnen.

## Antim Cup
Achter de Europese toplanden behoren Roemenië en Georgië tot de beste rugbylanden. Hierdoor hebben ze vaak spannende en belangrijke wedstrijden tegen elkaar gespeeld. In 2000 kwam de Georgische rugbybond met een plan om de winnaar van de wedstrijden tussen Roemenië en Georgië een prijs te geven, naar het voorbeeld van de Calcutta Cup. De twee landen kwamen al snel overeen dat deze beker vernoemd moest worden naar de oosters orthodoxe metropoliet Antim Iverianul (1650-1716), die ook de eerste drukpers in Roemenië bouwde. Omdat deze naam in het Georgisch als Antimoz Iverieli wordt geschreven, was er wat onenigheid over de exacte naamgeving. Na goedkeuring van de patriarch van de Georgisch orthodoxe kerk werd de naam Antim Cup gekozen. De beker is ontworpen door Guia Japaridze, een voormalig Georgisch rugbyspeler, en is gemaakt van verguld brons.
Sinds 2002 is de Antim Cup de inzet voor elke officiële wedstrijd, behalve die voor de kwalificatie van het wereldkampioenschap. Bij een gelijkspel wordt de prijs uitgereikt aan de houder ervan. Tot en met 2011 wisten beide landen de Cup vijf keer te winnen.

## Wereldkampioenschappen
Roemenië heeft aan elk wereldkampioenschap deelgenomen maar kwam nooit voorbij de eerste ronde.
- WK 1987: eerste ronde (één overwinning)
- WK 1991: eerste ronde (één overwinning)
- WK 1995: eerste ronde (geen overwinning)
- WK 1999: eerste ronde (één overwinning)
- WK 2003: eerste ronde (één overwinning)
- WK 2007: eerste ronde (één overwinning)
- WK 2011: eerste ronde (geen overwinning)
- WK 2015: eerste ronde (één overwinning)
- WK 2019: niet gekwalificeerd